# Попадија (Чашка)
Попадија (мкд. Попадија) је насеље у Северној Македонији, у средишњем државе. Попадија припада општини Чашка.

## Географија
Попадија је смештена у средишњем делу Северне Македоније. Од најближег већег града, Велеса, насеље је удаљено 40 km јужно.
Насеље Попадија се налази у историјској области Клепа. Насеље је смештено на висовима планине Клепа. Надморска висина насеља је приближно 710 метара.
Месна клима је планинска због знатне надморске висине.

## Историја
Код села је био каменолом шкриљца, од кога су се правиле школске таблице.

## Становништво
Попадија је према последњем попису из 2002. године била без становника.
Претежно становништво у насељу били су етнички Македонци.
Већинска вероисповест било је православље.